# Eesti Karikas 2012-2013
La Coppa d'Estonia 2012-2013 (in estone Eesti Karikas) è stata la 21ª edizione del torneo. La competizione è iniziata il 5 giugno 2012 ed è terminata il 18 maggio 2013. Il Flora Tallinn ha vinto il trofeo per la sesta volta.

## Formula del torneo
Gli accoppiamenti, così come il turno di ingresso nel torneo, sono sorteggiati in modo totalmente casuale e non ci sono teste di serie.
| Turno                | Numero di incontri | Squadre  | Entrano a questo turno |
| -------------------- | ------------------ | -------- | --- |
| Primo turno          | 48                 | 112 → 64 | 7 squadre di Meistriliiga 8 squadre di Esiliiga 18 squadre di II Liiga 33 squadre di III Liiga 29 squadre di IV Liiga 1 squadra di Rahvaliiga |
| Secondo turno        | 32                 | 64 → 32  | 3 squadre di Meistriliiga 1 squadra di Esiliiga 3 squadre di II Liiga 5 squadre di III Liiga 4 squadre di IV Liiga                            |
| Sedicesimi di finale | 16                 | 32 → 16  | – |
| Ottavi di finale     | 8                  | 16 → 8   | – |
| Quarti di finale     | 4                  | 8 → 4    | – |
| Semifinali           | 2                  | 4 → 2    | – |
| Finale               | 1                  | 2 → 1    | – |

## Squadre partecipanti
Le 10 squadre della Meistriliiga 2012
- 7 al primo turno: Flora Tallinn, Kalev Tallinn, Kalju Nõmme, Kuressaare, Levadia Tallinn, Tammeka Tartu, Viljandi.
- 3 al secondo turno: Kalev Sillamäe, Paide, Trans Narva.

9 delle 10 squadre dell'Esiliiga 2012
- 8 al primo turno: Flora Tallinn II, Infonet, Irbis Kiviõli, Lootus, Pärnu, Puuma Tallinn, Tammeka Tartu II, Tartu SK 10.
- 1 al secondo turno: Tarvas Rakvere.

21 delle 28 squadre della II Liiga 2012
- 18 al primo turno: Ajax Lasnamäe, Alko Kohtla-Järve, Ararat/TTÜ, Dünamo Tallinn, Elva, Ganvix Türi, HÜJK Emmaste, Infonet II, Kaitseliit/Kalev, Kalju Nõmme II, Lokomotiv Jõhvi, Luunja, Maardu, Sörve, Tartu SK 10 II, TJK Legion, Tulevik Viljandi, Velldoris.
- 3 al secondo turno: Keila, Nõmme United, Paide Kumake.

38 squadre di III Liiga 2012
- 33 al primo turno: Ajax Lasnamäe II, Akhtamar, Atli Rapla, Balteco, Dünamo Rummu, Eesti Koondis, EMÜ, Eston Villa, Hell Hunt, Järva-Jaani, Joker Raasiku, Kaitseliit/Kalev II, Kalev Tallinn III, Kärdla, Kernu Kadakas, Keskerakond, Kose, Loo, Metropool Pärnu, Navi, Noorus-96 Jõgeva, Olympic Tallinn, Otepää, Piraaja Tallinn, Quattromed, Rada Kuusalu, Saaremaa Aameraas, Saue Laagri, Suure-Jaani United, Tääksi, Ülikool Tallinn, Visadus, Võru.
- 5 al secondo turno: Koeru, Lootos Põlva, Saaremaa JK, Warrior Valga, Welco Tartu.

33 squadre di IV Liiga 2012
- 29 al primo turno: Ambla, Aspen Vastseliina, Eestimaa Kasakad, FC Lelle, Haiba, Igiliikur Viimsi, Imavere/Forss, Jalgpallihaigla, Kalev Tallinn Juunior, Kalju Nõmme III, Kiiu, Kristiine, Leisi, Levadia Tallinn 3, Lihula, Löök Tartu, Maccabi Tallinn, Pirita Reliikvia, Pokkeriprod, PSK Alexela, Reaal Tallinn, Saku Sporting, Soccernet, Suema/Cargobus, Tabasalu, Tartu Ülikool Fauna, Toompea 1994, Trummi, Twister.
- 4 al secondo turno: Pubi Trehv, Quattromed II, Taebla, Viimsi.

1 squadra di Rahvaliiga 2012
- Al primo turno: Helios Tartu.

## Primo turno
| Squadra 1             | Risultato   | Squadra 2           |
| --------------------- | ----------- | ------------------- |
| 5 giugno 2012         |             |                     |
| Haiba                 | 4 – 3       | TJK Legion          |
| 6 giugno 2012         |             |                     |
| Levadia Tallinn       | 12 – 0      | Toompea 1994        |
| Levadia Tallinn III   | 0 – 3       | Saue Laagri         |
| 10 giugno 2012        |             |                     |
| Kalev Tallinn Juunior | 0 – 2       | Olympic Tallinn     |
| 12 giugno 2012        |             |                     |
| Pokkeriprod           | 3 – 2       | Soccernet           |
| 19 giugno 2012        |             |                     |
| Kalju Nõmme           | 17 – 0      | Eestimaa Kasakad    |
| Alko                  | 1 – 2       | Viljandi            |
| Flora Tallinn         | 12 – 0      | Loo                 |
| Tammeka Tartu         | 4 – 0       | Lokomotiv Jõhvi     |
| Ajax Lasnamäe II      | 2 – 5       | Velldoris           |
| Dinamo Rummu          | 3 – 1       | SaareMaa aaMeraas   |
| 20 giugno 2012        |             |                     |
| Tartu SK 10 II        | per ritiro  | Leisi               |
| Ajax Lasnamäe         | per ritiro  | Tääksi              |
| Kalev Tallinn III     | 3 – 4 (dts) | Maccabi Tallinn     |
| Piraaja Tallinn       | 1 – 5       | Tartu SK 10         |
| Kärdla                | 3 – 0       | Tabasalu            |
| Baltika Keskerakond   | 1 – 14      | Infonet             |
| Flora Tallinn II      | 8 – 1       | Jalgpallihaigla     |
| EMÜ                   | 1 – 3       | Tulevik Viljandi    |
| Helios Tartu          | 0 – 4       | Ambla               |
| Kose                  | 3 – 2       | Kaitseliit/Kalev II |
| Otepää                | 2 – 1       | Ülikool Tallinn     |
| Kernu Kadakas         | 3 – 0       | Reaal Tallinn       |
| Noorus-96 Jõgeva      | 3 – 1       | Igiliikur           |
| PSK Alexela           | 2 – 4       | Maardu              |
| Saku Sporting         | 3 – 1       | Balteco             |
| Suure-Jaani United    | 3 – 1       | Infonet II          |
| Quattromed            | 9 – 0       | Tartu Löök          |
| Trummi                | 2 – 6       | Visadus             |
| Kalju Nõmme III       | 2 – 1 (dts) | Akhtamar            |
| Joker Raasiku         | 0 – 9       | HÜJK Emmaste        |
| 21 giugno 2012        |             |                     |
| Kristiine             | 2 – 3       | Kalju Nõmme II      |
| Kalev Tallinn         | 12 – 3      | Kiiu                |
| Ararat/TTÜ            | 10 – 0      | Aspen Vastseliina   |
| Ganvix Türi           | 3 – 2       | Eesti Koondis       |
| Ülikool Fauna         | 0 – 3       | Kaitseliit/Kalev    |
| 26 giugno 2012        |             |                     |
| Pirita Reliikvia      | 0 – 8       | Atli Rapla          |
| Navi                  | 1 – 0       | Lihula              |
| 1º luglio 2012        |             |                     |
| Eston Villa           | 2 – 0       | FC Lelle            |
| 2 luglio 2012         |             |                     |
| Suema/Cargobus        | 1 – 3       | Võru                |
| 4 luglio 2012         |             |                     |
| Tammeka Tartu II      | per ritiro  | Rada Kuusalu        |
| Lootus Kohtla-Järve   | 4 – 1       | Puuma Tallinn       |
| Pärnu                 | 4 – 2       | Luunja              |
| Metropool             | 1 – 7       | Irbis Kiviõli       |
| Dünamo Tallinn        | 3 – 1       | Sörve               |
| Hell Hunt Tallinn     | 1 – 4       | Elva                |
| 6 luglio 2012         |             |                     |
| Järva-Jaani           | 3 – 2       | Imavere/Forss       |
| 11 luglio 2012        |             |                     |
| Twister               | 1 – 2       | Kuressaare          |

## Secondo turno
| Squadra 1          | Risultato         | Squadra 2        |
| ------------------ | ----------------- | ---------------- |
| 11 luglio 2012     |                   |                  |
| Viljandi           | 6 – 1             | Noorus-96 Jõgeva |
| Quattromed II      | 0 – 8             | Tarvas Rakvere   |
| Eston Villa        | 0 – 6             | Flora Tallinn    |
| 13 luglio 2012     |                   |                  |
| Paide              | 10 – 0            | Haiba            |
| Ganvix Türi        | 6 – 1             | Ambla            |
| Suure-Jaani United | 4 – 1             | Koeru            |
| 17 luglio 2012     |                   |                  |
| Olympic Tallinn    | 1 – 5             | Quattromed       |
| 18 luglio 2012     |                   |                  |
| Dinamo Rummu       | 1 – 2             | Pärnu            |
| Puuma Tallinn      | 1 – 0             | Warrior Valga    |
| Visadus            | 0 – 1             | Infonet          |
| Lootos Põlva       | 3 – 1             | Kumake           |
| Nõmme United       | 1 – 2             | Kose             |
| 19 luglio 2012     |                   |                  |
| Otepää             | 0 – 1             | Tartu SK 10 II   |
| 22 luglio 2012     |                   |                  |
| Kernu Kadakas      | 1 – 2             | Saaremaa         |
| Kalju Nõmme III    | 0 – 2             | Velldoris        |
| Rada Kuusalu       | 3 – 2             | Kaitseliit/Kalev |
| Ajax Lasnamäe      | 0 – 2             | HÜJK Emmaste     |
| Maccabi Tallinn    | 3 – 1             | Taebla           |
| 24 luglio 2012     |                   |                  |
| Kalev Sillamäe     | 6 – 0             | Keila            |
| Võru               | 1 – 1 (4 – 3 dtr) | Pubi Trehv       |
| 25 luglio 2012     |                   |                  |
| Dünamo Tallinn     | 0 – 5             | Irbis Kiviõli    |
| Maardu             | 5 – 0             | Järva-Jaani      |
| Elva               | 6 – 1             | Welco Tartu      |
| 30 luglio 2012     |                   |                  |
| Saku Sporting      | 3 – 4             | Atli Rapla       |
| 31 luglio 2012     |                   |                  |
| Tammeka Tartu      | 3 – 0             | Tulevik Viljandi |
| Kalev Tallinn      | 0 – 4             | Kalju Nõmme      |
| 7 agosto 2012      |                   |                  |
| Ararat/TTÜ         | 3 – 2             | Kuressaare       |
| 8 agosto 2012      |                   |                  |
| Kärdla             | 0 – 1 (dts)       | Navi             |
| Flora Tallinn II   | 6 – 0             | Viimsi           |
| 14 agosto 2012     |                   |                  |
| Trans Narva        | 6 – 0             | Saue Laagri      |
| 15 agosto 2012     |                   |                  |
| Pokkeriprod        | 0 – 18            | Levadia Tallinn  |
| Tartu SK 10        | 3 – 3 (7 – 6 dtr) | Kalju Nõmme II   |

## Sedicesimi di finale
| Squadra 1          | Risultato         | Squadra 2       |
| ------------------ | ----------------- | --------------- |
| 21 agosto 2012     |                   |                 |
| Tartu SK 10 II     | 0 – 3             | Kalju Nõmme     |
| 22 agosto 2012     |                   |                 |
| Viljandi           | 2 – 0             | Tarvas Rakvere  |
| Quattromed         | 9 – 2             | Maccabi Tallinn |
| Puuma Tallinn      | 0 – 2             | Kalev Sillamäe  |
| Infonet            | 5 – 0             | Ararat/TTÜ      |
| 28 agosto 2012     |                   |                 |
| Kose               | 2 – 6             | Ganvix Türi     |
| Maardu             | 0 – 1             | Võru            |
| 4 settembre 2012   |                   |                 |
| Levadia Tallinn    | 17 – 1            | Atli Rapla      |
| 5 settembre 2012   |                   |                 |
| Suure-Jaani United | 1 – 2             | Elva            |
| Velldoris          | 3 – 2             | Lootos Põlva    |
| 9 settembre 2012   |                   |                 |
| Trans Narva        | a tavolino        | Saaremaa        |
| 12 settembre 2012  |                   |                 |
| Pärnu              | 3 – 2             | Navi            |
| Irbis Kiviõli      | a tavolino        | Rada Kuusalu    |
| Flora Tallinn II   | 0 – 0 (4 – 3 dtr) | Paide           |
| HÜJK Emmaste       | 0 – 4             | Tammeka Tartu   |
| Tartu SK 10        | 1 – 9             | Flora Tallinn   |

## Ottavi di finale
| Squadra 1         | Risultato         | Squadra 2        |
| ----------------- | ----------------- | ---------------- |
| 25 settembre 2012 |                   |                  |
| Kalju Nõmme       | 4 – 3 (dts)       | Levadia Tallinn  |
| 10 ottobre 2012   |                   |                  |
| Ganvix Türi       | 8 – 1             | Velldoris        |
| Irbis Kiviõli     | 0 – 1             | Kalev Sillamäe   |
| Pärnu             | 4 – 2             | Võru             |
| Infonet           | 1 – 1 (2 – 4 dtr) | Tammeka Tartu    |
| 13 ottobre 2012   |                   |                  |
| Quattromed        | 1 – 7             | Trans Narva      |
| 24 ottobre 2012   |                   |                  |
| Viljandi          | 3 – 1             | Flora Tallinn II |
| Elva              | 0 – 2             | Flora Tallinn    |

## Quarti di finale
Il Tammeka accede direttamente alle semifinali a causa dello scioglimento del Viljandi.
| Squadra 1      | Risultato | Squadra 2      |
| -------------- | --------- | -------------- |
| 16 aprile 2013 |           |                |
| Trans Narva    | 2 – 1     | Kalev Sillamäe |
| 17 aprile 2013 |           |                |
| Kalju Nõmme    | 5 – 0     | Ganvix Türi    |
| Pärnu          | 0 – 6     | Flora Tallinn  |
| Tammeka Tartu  | bye       |                |

## Semifinali
| Squadra 1      | Risultato | Squadra 2     |
| -------------- | --------- | ------------- |
| 30 aprile 2013 |           |               |
| Kalju Nõmme    | 5 – 1     | Tammeka Tartu |
| Trans Narva    | 0 – 3     | Flora Tallinn |

## Finale
| Squadra 1   | Risultato | Squadra 2     |
| ----------- | --------- | ------------- |
| Kalju Nõmme | 1 – 3     | Flora Tallinn |

| Arbitro: | Jaan Roos |

|               |           |                                      |
| Bärengrub 44’ | Marcatori | 15’, 49’ (rig.) Frolov 59’ Jürgenson |